# 浅井孝二
浅井 孝二（あさい こうじ、1902年8月3日 - 1992年2月20日）は、日本の実業家。住友銀行元頭取。石川県金沢市出身。

## 経歴・人物
1921年に大阪明星高校、1925年に神戸高等商業学校を卒業し、同年に住友銀行に入行。1947年に取締役、1952年に常務、1958年に専務、1963年に副頭取を経て、堀田庄三の後を継ぐ形で、1971年6月から1973年5月までに頭取を務めた。
その一方で、1974年から1981年までに大阪商工会議所副会頭を務め、1981年に大阪商工会議所会頭の座を巡り、関西財界を二分した「大商戦争」の際に、佐伯勇会頭の続投を支持しつつ、事態の収拾にも努めた。1972年に勲二等瑞宝章を受章した。
1992年2月20日心不全により大阪市の住友病院で死去。89歳没。